# Джималовиці
Джималовиці (пол. Drzymałowice) — село в Польщі, у гміні Мсцивоюв Яворського повіту Нижньосілезького воєводства.
Населення — 126 осіб (2011).
У 1975-1998 роках село належало до Легницького воєводства.

## Демографія
Демографічна структура станом на 31 березня 2011 року:
|          | Загалом | Допрацездатний вік | Працездатний вік | Постпрацездатний вік |
| -------- | ------- | ------------------ | ---------------- | -------------------- |
| Чоловіки | 57      | 12                 | 41               | 4                    |
| Жінки    | 69      | 12                 | 37               | 20                   |
| Разом    | 126     | 24                 | 78               | 24                   |